# 2007年全豪オープン
2007年 全豪オープン（2007ねんぜんごうオープン、Australian Open 2007）は、オーストラリア・メルボルンにある「メルボルン・パーク・ナショナルテニスセンター」にて、2007年1月15日から28日まで開催された。

## シニア

### 男子シングルス
ロジャー・フェデラー def.  フェルナンド・ゴンサレス, 7–6(2), 6–4, 6–4
- フェデラーが、1回戦から決勝まで「全試合ストレート勝ち」を達成。テニス4大大会男子シングルスにおける全試合ストレート勝ちは、1980年全仏オープンのビョルン・ボルグ以来で、全豪オープンでは1971年のケン・ローズウォール以来であった。

### 女子シングルス
セリーナ・ウィリアムズ def.  マリア・シャラポワ, 6–1, 6–2
- セリーナは、世界ランキング81位のノーシードから勝ち上がった。全豪オープン女子シングルスにおけるノーシード選手の優勝は、1978年のクリス・オニール以来2人目となった。

### 男子ダブルス
ボブ・ブライアン /  マイク・ブライアン def.  ヨナス・ビョークマン /  マックス・ミルヌイ, 7–5, 7–5

### 女子ダブルス
カーラ・ブラック /  リーゼル・フーバー def.  詹詠然 /  荘佳容, 6–4, 6–7(4), 6–1

### 混合ダブルス
ダニエル・ネスター /  エレーナ・リホフツェワ  def.  マックス・ミルヌイ /  ビクトリア・アザレンカ, 6–4, 6–4

## ジュニア

### 男子シングルス
ブライダン・クレイン def.  ジョナサン・エイセリック, 6–2, 4–6, 6–1

### 女子シングルス
アナスタシア・パブリュチェンコワ def.  マディソン・ブレングル, 7–6(6), 7–6(3)

### 男子ダブルス
Graeme Dyce /  Harri Heliövaara def.  Stephen Donald /  Rupesh Roy, 6–2, 6–7(4), 6–3

### 女子ダブルス
エフゲニヤ・ロディナ /  アリーナ・ロディオノワ def.  ジュリア・コーエン /  ウルシュラ・ラドワンスカ, 6–2, 3–6, 1–6